# Nickerie (rivier)

Kaart van de Nickerie Rivier in Suriname

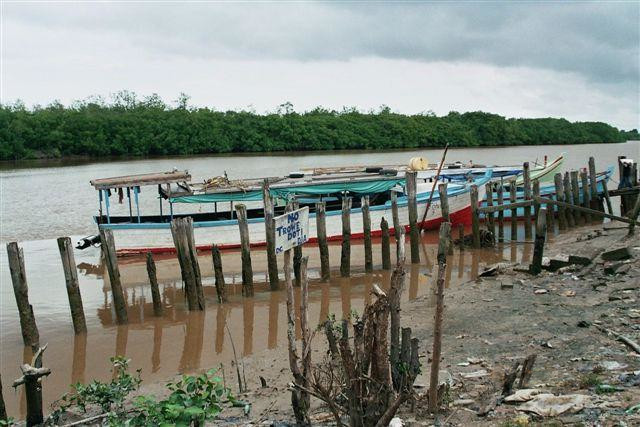
Nickerie-rivier, achter de markt in Nieuw-Nickerie

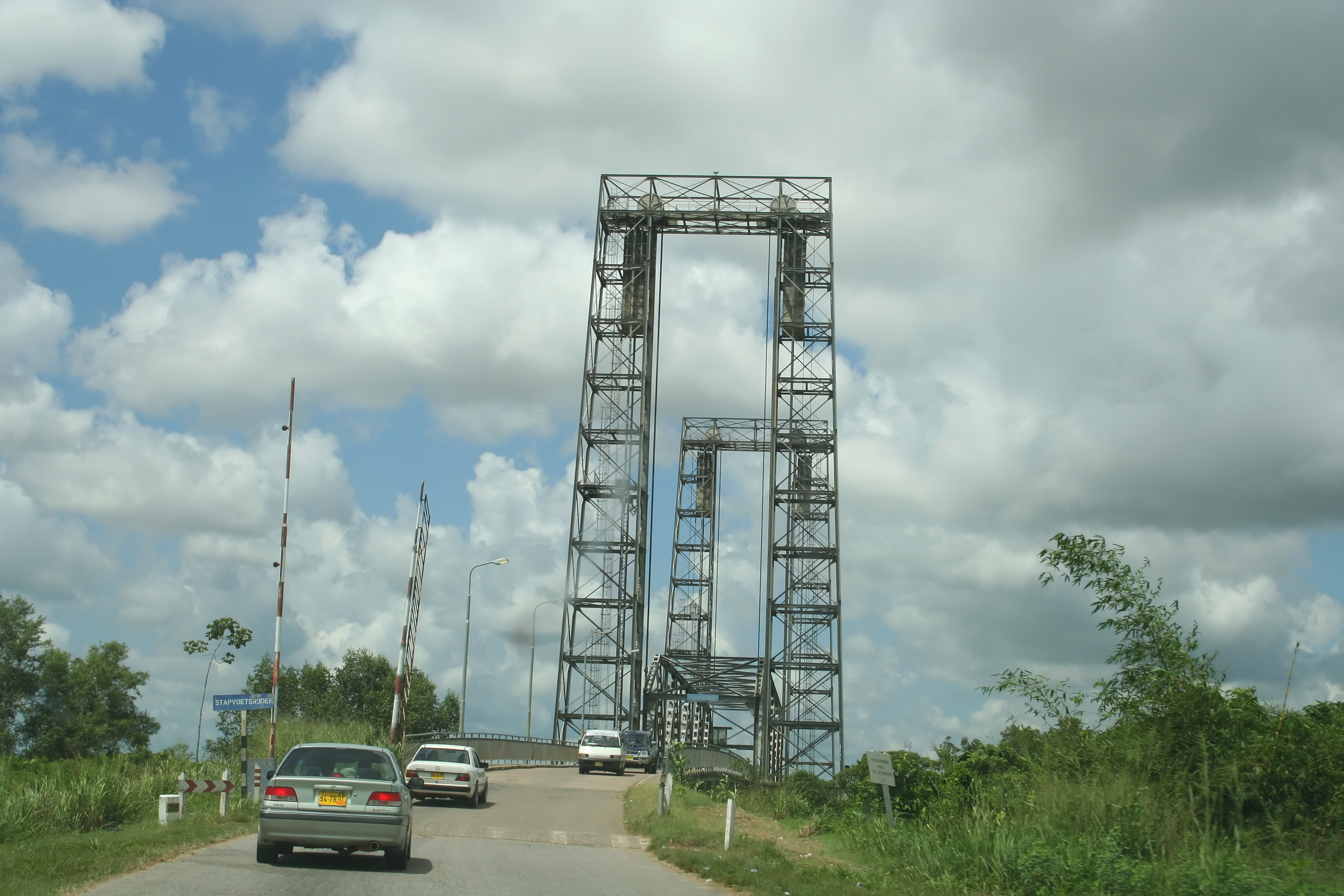
Brug nabij Groot Henar

De Nickerie (uitspraak Nickéérie) is een rivier in het noordwesten van Suriname.

## Verloop
De rivier ontspringt in het Bakhuisgebergte in het district Sipaliwini en stroomt vervolgens naar het noorden waar hij voor een deel de grens vormt tussen de districten Coronie en in Nickerie. Daarna buigt de rivier naar het westen af, waarna hij via Wageningen en Nieuw-Nickerie uitmondt in de Atlantische Oceaan. Over het algemeen is het een smalle rivier. Hij is zo'n 50 meter breed, maar dicht bij de monding neemt dit toe tot circa 150 meter. Hij heeft wel een redelijke diepgang (ongeveer 20 meter).
Een zijrivier aan de rechterzijde is de Arawara. Die vormt samen met Wajambo een bifurcatie naar de Coppename, waardoor er een waterverbinding bestaat tussen de Nickerierivier en de hoofdstad Paramaribo. In de eerste helft van de 20e eeuw werd deze vaarroute niet onderhouden en werd de nauwe doorgang terugkerend geblokkeerd door omgevallen bomen. Sinds 1962 is de waterweg onderbroken door een sluis om irrigatie mogelijk te maken. Doordat de Wanekreek ook een bifurcatie kent, konden inheemsen een vaartocht maken van van de Nickerierivier (westgrens van Suriname) naar de Marowijnerivier (oostgrens van Suriname).

## Gebruik
Veel landbouwers gebruiken water uit de Nickerie rivier om hun arealen en aanplanten te bevloeien. Rivierboten gebruiken de rivier vooral om rijst te vervoeren naar andere delen van het land. Dicht bij de monding in Nieuw-Nickerie is er een haven, waar vooral bacoven en rijst worden ingeladen in zeeschepen voor export naar andere landen. Kleinschalige visvangst draagt bij aan de economie van het district.
Bij Groot Henar is ten behoeve van de ontsluiting van de noordelijke Oost-Westverbinding een brug over de Nickerie gebouwd. Nabij Kamp 52 is er een eenvoudige baileybrug, die deel uitmaakt van de zuidelijke Oost-Westverbinding.

## Expedities
Eind 19e eeuw en 1900 zijn door onder andere F. Voltz, H.F.C. ten Kate, C. van Drimmelen en H. van Cappelle expedities uitgevoerd om deze rivier in kaart te brengen en ander wetenschappelijk onderzoek te doen.

### Literatuur

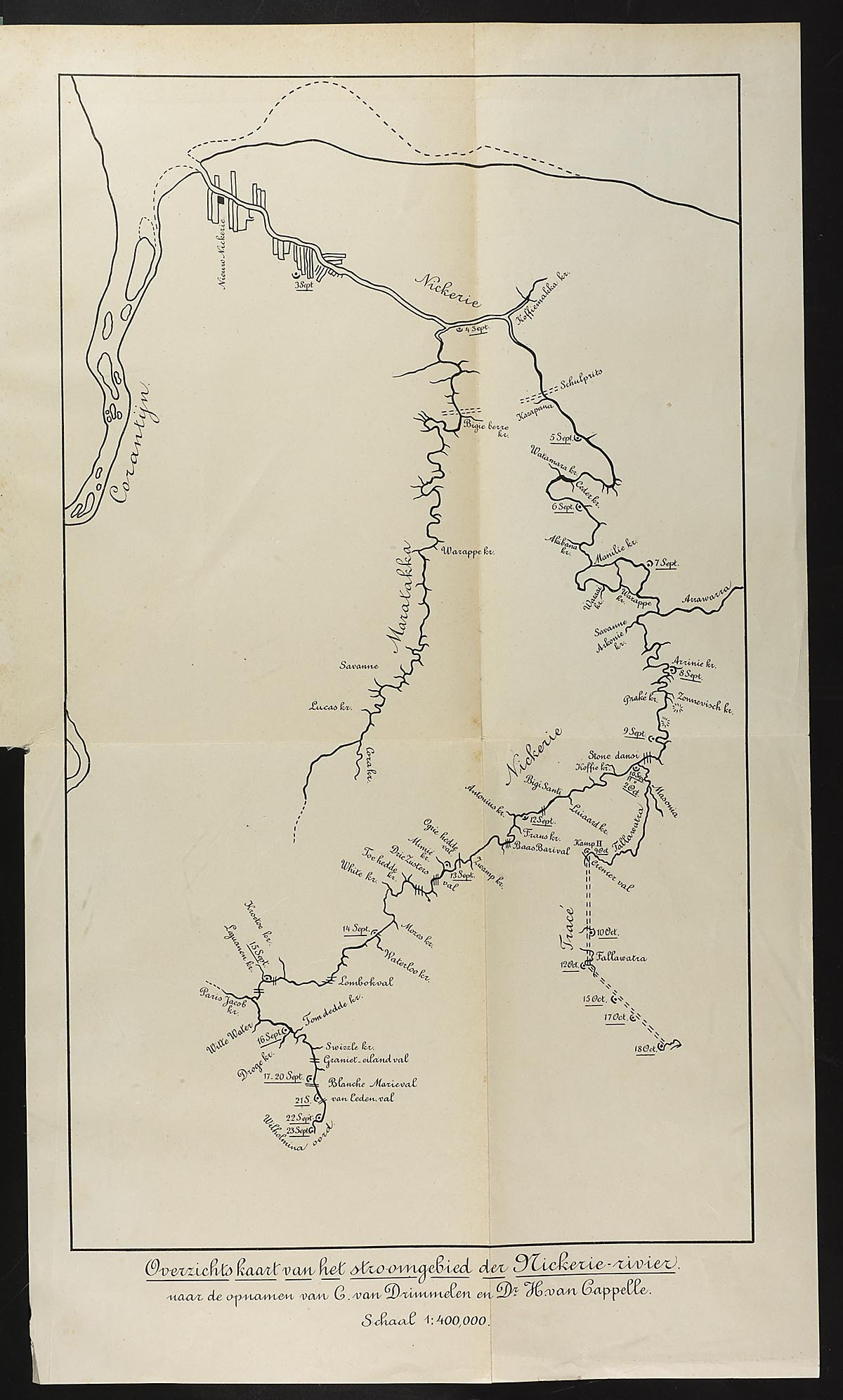
Kaart van het stroomgebied van de Nickerie getekend bij de expeditie van 1900 van C. van Drimmelen en H. van Cappelle